# 1526 w muzyce
Wydarzenia muzyczne w 1526 roku.

## Zmarli
- Thomas Stoltzer, niemiecki kompozytor, urodzony w Świdnicy i aktywny we Wrocławiu[1][2].
- Hans Judenkünig, niemiecki kompozytor i prawdopodobnie lutnik[3].